# Lopholepis ornithocephala
Lopholepis es un género monotípico de plantas herbáceas de la familia de las poáceas. Su única especie, Lopholepis ornithocephala, es originaria de la India y Sri Lanka.

## Descripción
Son plantas anuales; cespitosa con tallos de 15-45 cm de alto; herbácea; de 0,15 cm de diámetro; no está ramificada arriba. Los nodos del culmo glabros. Plantas desarmadas con hojas no agregadas basalmente; no auriculadas. La lámina estrecha; de 3-6 mm de ancho; algo cordadas (o amplexicaules); sin glándulas multicelulares abaxiales; sin venación; . persistentes. La lígula una membrana ciliada; de 0,3 a 0,5 mm de largo. Contra-lígula ausente. Son plantas bisexuales, con espiguillas bisexuales; con los floretes hermafroditas.

## Taxonomía
Lopholepis ornithocephala fue descrita por (Hook.) Steud. y publicado en Synopsis Plantarum Glumacearum 1: 112. 1854.
Etimología
El nombre del género se deriva de las palabras griegas lophos (cresta) y lepis (escala), refiriéndose a la quilla de las glumas.
ornithocephala: epíteto latíno que significa "cabeza de pájaro"
Sinonimia
- Holboellia ornithocephala Hook.[3][4]